# HMS Astute (P447)
Pour les autres navires du même nom, voir HMS Astute.
Le HMS Astute (pennant number : P447) était un sous-marin britannique de classe Amphion. Sa quille fut posée par Vickers à Barrow-in-Furness. Il a été lancé en 1944 et mis en service en 1945.
En 1953, il a participé à la Revue de la flotte pour célébrer le couronnement de la reine Élisabeth II . Le HMS Astute a été mis au rebut le 1er octobre 1970 à Dunston.

## Conception
Comme tous les sous-marins de classe Amphion, le HMS Astute avait un déplacement de 1 360 tonnes à la surface et de 1 590 tonnes lorsqu’il était immergé. Il avait une longueur totale de 89,46 m, un maître-bau de 6,81 m et un tirant d'eau de 5,51 m. Le sous-marin était propulsé par deux moteurs diesel à huit cylindres Admiralty ML développant chacun une puissance de 2 150 ch (1 600 kW). Il possédait également quatre moteurs électriques, produisant chacun 625 ch (466 kW) qui entraînaient deux arbres d'hélice. Il pouvait transporter un maximum de 219 tonnes de gazole, mais il transportait habituellement entre 159 et 165 tonnes.
Le sous-marin avait une vitesse maximale de 18,5 nœuds (34,3 km/h) en surface et de 8 nœuds (15 km/h) en immersion. Lorsqu’il était immergé, il pouvait faire route à 3 nœuds (5,6 km/h) sur 90 milles marins (170 km) ou à 8 nœuds (15 km/h) sur 16 milles marins (30 km). Lorsqu’il était en surface, il pouvait parcourir 15200 milles marins (28 200 km) à 10 nœuds (19 km/h) ou 10500 milles marins (19 400 km) à 11 nœuds (20 km/h). Le HMS Astute était équipé de dix tubes lance-torpilles de 21 pouces (533 mm), d’un canon naval QF de 4 pouces Mk XXIII, d’un canon de 20 mm Oerlikon et d’une mitrailleuse Vickers de .303 British. Ses tubes lance-torpilles étaient montés à la proue et la poupe, et il pouvait transporter vingt torpilles. Son effectif était de soixante et un membres d’équipage.

## Engagements
Le HMS Astute arriva à Halifax, en Nouvelle-Écosse, le 11 avril 1950, pour une période d’entraînement de six semaines avec la Marine royale canadienne qui se termina le 1er juillet. Le HMS Astute a passé 21 mois en 1955-1956 basé à Halifax dans le cadre de l’escadron de sous-marins canadiens, quittant le Canada pour le Royaume-Uni le 10 décembre 1956.
En réponse à la crise des missiles de Cuba, le HMS Astute et son sister-ship HMS Alderney, tous deux faisant partie de la 6e Escadrille de sous-marins basée à Halifax, ont été déployés au nord-est des Grands Bancs de Terre-Neuve pour avertir si des sous-marins soviétiques devaient être envoyés de l’autre côté de l’Atlantique vers Cuba.